# Исрафилов, Автандил Эйнулла оглы
Автандил Эйнулла оглы Исрафилов (азерб. Aftandil Eynulla oğlu İsrafilov; 24 января 1941, Баку — 29 апреля 2023, Баку) — азербайджанский гармонист, Народный артист Азербайджана (1998). Народный артист Дагестана (2008).

## Биография
Родился 24 января 1941 года в Баку, столице Азербайджанской ССР. С детства проявлял интерес к игре на гармони.
В 1961 году поступил на факультет гражданского строительства Азербайджанского политехнического института, тогда же устроился работать на машиностроительный завод имени лейтенанта Шмидта, позже работал разнорабочим СМУ-2; параллельно участвовал в художественной самодеятельности института и предприятий.
С 1964 года начал деятельность как профессиональный музыкант. С 1965 года солист ансамбля народных инструментов под руководством Бабы Салахова при Азгостелерадио, с 1978 года солист объединения «Азконцерт», организатор ансамбля «Азербайджан тэранэлэри» при объединении.
С 1970 года аккомпанировал на гармони народной артистке СССР Зейнаб Ханларовой, с 1980 года состоял в ансамбле народных инструментов под её руководством.
Сыграл большую роль в популяризации гармони в азербайджанской музыке, привнес новшества в искусство исполнения на азербайджанской гармони. Творчеству А. Исрафилова присуща особая манера, заключающаяся в темпераментном исполнении как ритмичных, так и лирических народных мелодий. Гастролировал в США, Турции, Японии, Германии, Австрии, Нигерии и других странах.
Автор более 50 мелодий на гармони, из них самые известные — «Земфира», «Кямаля», «Назиля», «Баскалы» — были изданы на грампластинках фирмы «Мелодия». Помимо мелодий собственного сочинения, в репертуаре важное место занимают композиции Т. Кулиева, Дж. Джангирова, Р. Миришли.
Скончался 29 апреля 2023 года в Баку. Похоронен на Второй Аллее почётного захоронения.

## Награды
- Орден «Слава» (Азербайджан) (25 января 2016 года) — за заслуги в развитии музыкального исполнительского искусства в Азербайджане[4]
- Народный артист Азербайджана (24 мая 1998 года) — за большие заслуги в развитии азербайджанской культуры[5].
- Заслуженный артист Азербайджанской ССР (1 декабря 1982 года).
- Народный артист Дагестана (22 апреля 2008 года, Республика Дагестан, Россия) — за заслуги в области искусства и высокое исполнительское мастерство[6].
- Персональная пенсия Президента Азербайджанской Республики (5 июля 2003 года)[7].